# Mariano Ier de Torres
Mariano Ier de Torres ou de Lacon Gunale est Juge de Torres, le premier de ce nom, est né avant 1065 s'il est le Mariano petit-fils de Barisone qui apparaît cette année-là avec son grand-père dans le "Condaghe" (i.e. le registre patrimonial) de Silki, pour un don aux bénédictins de plusieurs églises. Dans une autre document du même condaghe il apparaît avec sa femme Susanna de Zori (ou Thori) et avec son fils Constantin Ier.

## Origine
Il s'agit probablement du juge « Mariano Ier de Torres » destinataire, avec trois autres juges sardes- Orzocco d'Arborée, Orzocco de Cagliari et Constantin de Gallura - d'une lettre du pape Grégoire VII du 14 octobre 1073, dans laquelle le pontife leur conseille, ou plutôt leur ordonne de se soumettre à l'Église de Rome face au danger grave qui menace la liberté de leurs États.  En 1082, un juge de Torres nommé Mariano fait donation, avec son épouse Susanna et son fils Constantin, de l'église de S. Michele di Plaiano et d'autres dépendances de l'église de S. Maria di Pisa; ce Mariano est certainement le même que celui du condaghe de Silki.

## Problématiques
Telles sont les données qui résultent de la documentation toutefois il demeure de nombreuses incertitudes sur la personne de ce juge, qui résultent de contradictions irréconciliables entre les données fournies par les documents et ce qui a été écrit par des historiens de différentes époques. Le plus grand doute subsistant, concerne l'identité même de Mariano, que certains historiens donnent comme le premier de ce nom et d'autres comme le second, une question qui demeure non résolue à ce jour.
Selon l'historien de Sassari du XVIe siècle, G.F. Fara;  le Mariano mentionné dans la lettre susmentionnée de Grégoire VII (que Fara date de 1074) serait le premier, tandis que le second serait celui qui apparaît en premier dans le document de l'apographe (peut-être aussi apocryphe !) connu sous le nom de Libellus iudicum Turritanorum.
Trois siècles plus tard, l'érudit également de Sassari P. Tola, dans son Dictionnaire biographique ..., fusionne la figure de Mariano (Ier) et celle de Mariano (II), rapportées par Fara, en une seule personne, lui attribuant l'identité que Fara donne au Juge Mariano (II). Tola n'explique pas la raison de cette fusion, mais il a probablement suivi les indications contenues dans Libellus iudicum Turritanorum, cité à plusieurs reprises par Fara.
Le Mariano du Libellus, c'est-à-dire le Mariano (II) de Fara, est le fils d'un certain Andrea Tanca, juge de Torres à une époque indéterminée. Le Libellus nous dit également que Mariano était orphelin très jeune, mais qu’il avait été élu comme un juge "pro su bonu signu (sinnu) de sa mamma", c’est-à-dire par l'effet du bon sens et la capacité de sa mère à faire preuve d’équilibre et de prudence... Il se indique encore qu’à l’époque du Libellus, Mariano s’adonnait à la boisson de vin, mais que sa mère l’a traité avec un médicament destiné à la rendre abstinent.
L’histoire se poursuit, il buvait ensuite tellement d’eau qu’il était devenu énorme, au point que sa mère avait dû le transporter dans une charrette et qu’il devait toujours rester en contact avec l’eau, de sorte qu’il résidait en été à Santa. Maria de Campu Longu et qu'il emportait de l'eau jusque dans l'église pour son corps, car il ne pouvait tolérer la chaleur de l'été. Il était néanmoins un souverain sage, qui régissait son Judicat avec droiture et justice, conformément aux lois, et était très aimé de son peuple. Il est le fondateur du monastère de S. Michele di Plaiano et de l'église de S. Maria di Castra et son épouse la fondatrice de S. Pietro di Silki et son frère, de Santa Maria di Tergu. Mariano avait un fils nommé Costantino qui fut à son tour élu juge de Torres.
Aux informations contenues dans Libellus, Tola, s'ajoutent d'autres précisions dont la source est iinconnue: orphelin de père toujours mineur, Mariano gouverne sous la régence de sa mère et de Zerchis, magnat du Judicat de Torres; c'était alors « un roi pacifique, religieux et libéral, d'ailleurs, pour accroître la splendeur du culte extérieur »; il épouse Susanna Gunale ou de Zori, il meurt au début du XIIe siècle et est inhumé dans l'église principale de S. Maria d'Ardara. Il est crédité d'une deuxième épouse nommée Giusta, ce qui semble être confirmé par un diplôme de 1147 de Gonario II de Torres, qui, parmi ses ascendants, cite « Mariano et Giusta di Torres », mais il n'est pas impossible que Susanna de Gunale aient elle-même, du fait de ses vertus, été dénommée de manière antonomastique « Giusta » c'est-à-dire Juste, et qu'un tel nom, plus honorifique, soit demeuré dans la mémoire de la postérité (Tola).
Un autre historien de Sassari, G. Bonazzi, dans son édition de la condaghe de S. Pietro di Silki, fournit également une généalogie des juges de Torres, dans laquelle l'ordre donné par Fara est à nouveau bousculé par l'apparition pour la première fois d'un Barisone, jamais mentionné jusque-là, Bonazzi tire ses documents de son condaghe. Barisone serait le père de Mariano (Ier), mari d'une Susanna de Zori et père d'un juge Contantin. Les cartes de la condaghe de Silki dans lesquelles Barisone apparaît ne sont pas datées, mais les donations des églises de S. Maria di Bubalis et de S. Elia di Montesanto faites aux moines bénédictins (qui figurent également dans les chroniques du Mont-Cassine de l'époque de l'abbé Desiderio , voir Saba) les placerait vers 1065. Dans l'acte relatif à ces dons apparaît non seulement Barisone, mais également son neveu Mariano, déjà mentionné.
Toujours selon la série chronologique des juges sardes de D. Scano M., il s'agirait d'un neveu de Barisone, époux de Susanna de Zori (ou Thori) et frère de Pietro de Serra et d'une certaine Giorgia. Il aurait été présent lors de l'acte de donation fait par son grand-père Barisone en 1065, serait le destinataire de la lettre de Grégoire VII et ce serait le même juge Mariano qui, le 18 mars 1082, fait don de l'église de S. Michele di Plaiano à l'église de S. Marie de Pise. Scano ne prend pas en considération les premiers juges rapportés par Fara et donc par tous les autres savants après lui.
F.C. Casula et L.L. Brook, dans la « Genealogie medioevali di Sardegna », suit le chemin tracé par le Tola. Ils se fondent également en une seule figure, les deux Mariano mentionnés par Fara. Récemment, R. Turtas a suivi la chronologie des juges logudoro de l’historien, M.G. Sanna confirme l'existence de Mariano (Ier) en tant que neveu de Barisone, époux de Susanna et père de Constantin Ier, mais n'entre pas dans la controverse sur les deux Mariano.

## Sources
- (it) Enciclopedia Treccani, article de Barbara Fois: Mariano di Lacon Gunale
- (en) Site de I. Mladjov Medieval Sardinia (Sardegna).